# توماسو باربييري
توماسو باربييري (بالإيطالية: Tommaso Barbieri)‏ هو لاعب كرة قدم إيطالي في مركز الدفاع، ولد في 26 أغسطس 2002 في إيطاليا. لعب مع نادي نوفارا.